# هايم إنس رايخ
Heim ins Reich (تُلفظ بالألمانية: [ˈhaɪm ɪns ˈʁaɪç]  ( سماع) وصلة=| عن هذا الصوت يعني «العودة إلى الوطن في الرايخ») كانت السياسة الخارجية التي اتبعها أدولف هتلر خلال الحرب العالمية الثانية، التي بدأت في عام 1938. كان الهدف من مبادرة هتلر هو إقناع جميع فولكس دويتشه (العرق الألماني) الذين كانوا يعيشون خارج ألمانيا النازية (على سبيل المثال في النمسا وتشيكوسلوفاكيا والمقاطعات الغربية من بولندا) أنه يتعين عليهم السعي لضم هذه المناطق إلى «الوطن» في ألمانيا الكبرى، ولكن أيضا الانتقال من المناطق التي لم تكن تحت السيطرة الألمانية، بعد غزو بولندا وفقًا للاتفاقية النازية السوفيتية. استهدف إعلان Heim ins Reich المناطق التي تم التنازل عنها في فرساي إلى دولة بولندا التي ولدت حديثًا، وكذلك المناطق الأخرى التي كان يسكنها عدد كبير من السكان الألمان مثل السوديت وDanzig والمناطق الجنوبية الشرقية والشمالية الشرقية من أوروبا بعد 6 أكتوبر 1939.
تمت إدارة تنفيذ السياسة من قِبل VOMI (Hauptamt Volksdeutsche Mittelstelle أو «مكتب الرعاية الاجتماعية الرئيسي للألمان العرقيين»). بصفتها وكالة حكومية تابعة للحزب النازي، تعاملت مع جميع مشكلات فولكس دويتشه. بحلول عام 1941، كانت VOMI تحت سيطرة قوات الأمن الخاصة.

## التاريخ
أدت نهاية الحرب العالمية الأولى في أوروبا إلى ظهور «مشاكل الأقليات» الجديدة في مناطق الإمبراطوريتين الألمانية والنمساوية المنهارة. وجد أكثر من 9 ملايين من العرق الألماني أنفسهم يعيشون في بولندا وتشيكوسلوفاكيا ورومانيا ويوغوسلافيا؛ نتيجة لمؤتمر باريس للسلام، 1919. على عكس الدول ذات السيادة الجديدة، لم يكن مطلوبًا من ألمانيا التوقيع على معاهدات الأقليات. قبل آنشلوس، نشر جهاز إرسال راديو قوي من ميونيخ إلى النمسا بدعاية لما فعله هتلر بالفعل من اجل ألمانيا، وما يمكن أن يفعله لبلده ومسقط رأسه النمسا. نشرت الصحافة فكرة ضم النمسا من خلال مسيرة للقوات المسلحة الألمانية إلى الأراضي الألمانية المزعومة: «كممثلين لإرادة ألمانية عامة للوحدة، لإقامة أخوة بين الشعب الألماني والجنود هناك». على نحو مماثل، تم تمجيد الإنذار الألماني الصادر عام 1939 إلى ليتوانيا والذي أدى إلى ضم ميميل من الجمهورية باعتباره «المرحلة الأخيرة في تقدم التاريخ» لهتلر.
بالتزامن مع الضم كانت بداية محاولات التطهير العرقي لغير الألمان من ألمانيا ومن المناطق المراد أن تكون جزءًا من " ألمانيا الكبرى ". بدلا من ذلك، حاول هتلر أيضا ألمنة أولئك الذين اعتبرو من العرق الألماني أو قريبين منه ليكونو" جزءا من الأمة الألمانية المستقبلية، مثل سكان لوكسمبورغ (رسميا، تعتبر ألمانيا هؤلاء السكان ألمان، ولكن ليس جزءًا من الرايخ الألماني الكبير، وبالتالي كانت أهداف الدعاية التي تروج لهذا الرأي من أجل دمجها). كانت هذه المحاولات غير محبوبة إلى حد كبير مع أهداف التنطيم، وصوت مواطنو لوكسمبورغ في استفتاء عام 1941 بنسبة تصل إلى 97 ٪ ضد أن يصبحوا مواطنين تابعين لألمانيا النازية.